# Koforidua

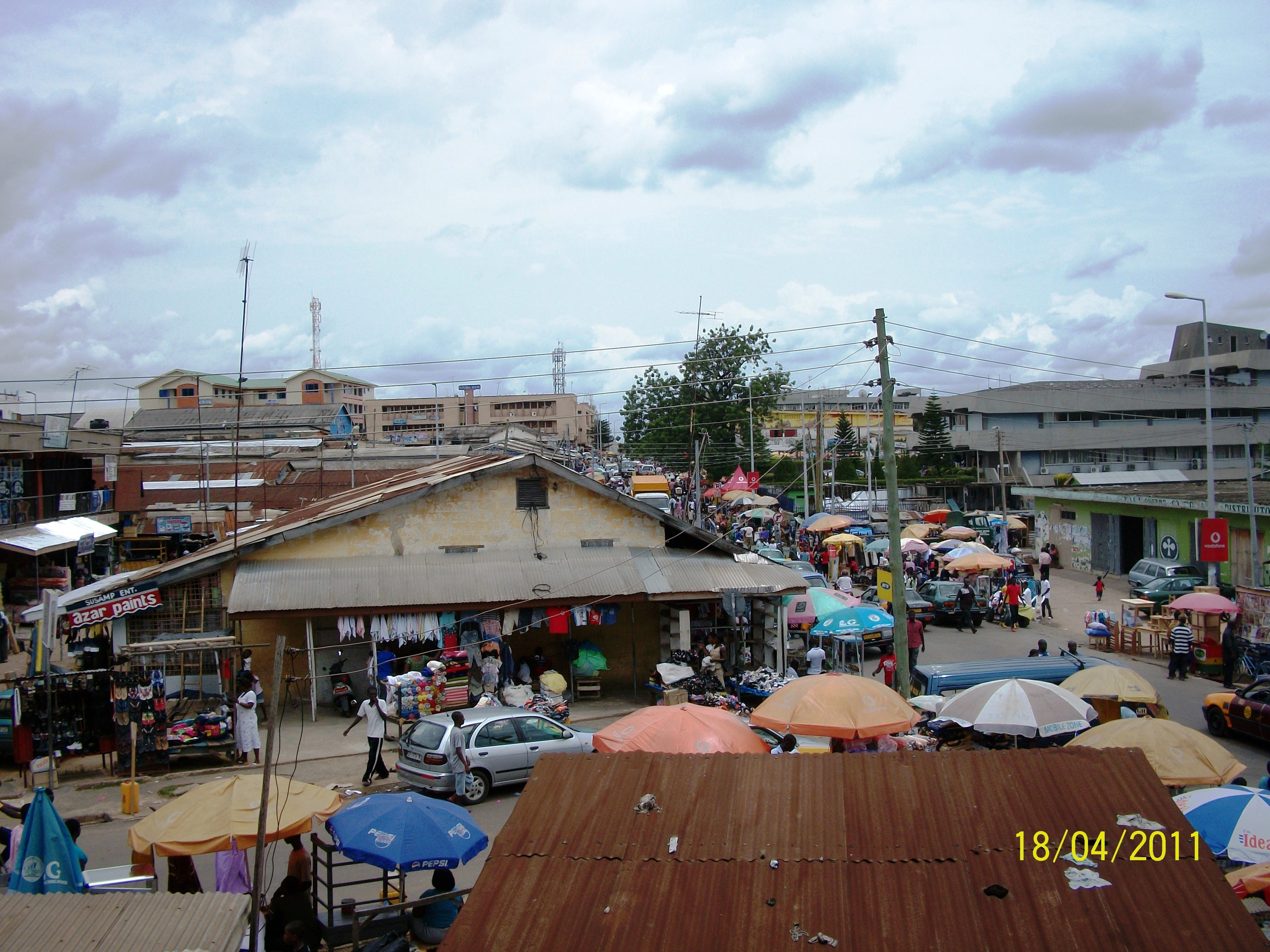
Vy över centrala Koforidua.

Koforidua är en stad i Ghana och är huvudstad i Östra regionen. Folkmängden uppgick till 122 300 invånare vid folkräkningen 2010. Koforidua är centralort i en kommunalt distrikt som heter New Juaben.